# مستغنی
در جرم‌شناسی، مستغنی دلیلی است بر اینکه متهم یا مظنون در زمان وقوع جرم در صحنه جرم نبوده و بنابراین به عنوان مرتکب (جرم) در نظر گرفته نمی‌شود.

## ریشه لغت در زبان‌های زیر شاخه لاتین
کلمه alibi از قید «دیگری» (لاتین: alius) و از «آنجا» (لاتین: ibi) با هم به معنی «در جای دیگر» است. برای اولین بار در آلمان، در سال ۱۷۸۳ در مورد گئورگ یاکوب فردریش مایستر در حقوق کیفری آلمان بیان شد، زمانی که او «اجتناب ناپذیر بودن عذر متهم» را تشخیص داد. به دلیل اصل لاتین این کلمه، در بیشتر زبان‌های لاتین جدید (مانند آلمانی) و بسیاری از زبان‌های دیگر (مانند انگلیسی، لهستانی، روسی، مجارستانی) به آن "alibi" نیز می‌گویند.

## تشریح
هرکس بتواند ثابت کند که در زمان وقوع جرم نمی‌توانسته در صحنه جنایت حضور داشته باشد، او از اتهام تبرئه می‌شود. در مورد ادعای براعت، متهم مدعی می‌شود که در زمان وقوع جنایت در محل جنایت نبوده‌است. این انکار دارای شرایط است و باید ارتباط منطقی بین تعیین زمان وقوع جرم و ادعای او وجود داشته باشد که هر چه بازه زمانی زمان احتمالی جرم بیشتر باشد، شانس تولید شواهد مستدل قطعی کمتر می‌شود.

## مسائل حقوقی
این قانون مبتنی بر عقل سالم است که هیچ‌کس نمی‌تواند همزمان در دو مکان مختلف باشد و این فرض که هیچ فردی نمی‌تواند مرتکب باشد که در زمان وقوع جرم در صحنه جرم نبوده‌است. با این حال، فرض اخیر احتمالی است، زیرا ممکن است شخصی در صحنه جرم باشد اما ارتباطی با جنایت نداشته باشد، یا شخصی که در صحنه جرم نبوده ممکن است مرتکب جرم شده باشد (مانند کنترل از راه دور). زیرا مستغنی به این معناست که شخص مورد نظر را می‌توان به عنوان مرتکب مستقیماً در صحنه جرم رد کرد، اما نه به عنوان مرتکب غیرمستقیم، محرک یا همدست مرتکب. محرک می‌تواند عذری داشته باشد زیرا نه لزومی دارد در صحنه جرم حضور داشته باشد و نه در زمان وقوع جرم حضور داشته باشد.
در صورتی که مظنون دارای استصحاب نباشد، یا اگر ادعای غیرقانونی کذب ثابت شده باشد، دلیل بر ارتکاب جرم نیست. فقدان ادله مستثنی نباید دلیل بر مجرم بودن متهم تلقی شود. اگر قاضی به شاهد، اعتقاد نداشته باشد، دفاع متهم شکست خورده‌است. اما این قصور به خودی خود، یعنی بدون توجه به دلایل و شرایط همراه آن، نمی‌تواند دلیلی بر ارتکاب آن باشد.
در حقوق کیفری آلمان، مستغنی دروغین می‌تواند منجر به رسیدگی کیفری به دلیل ناکام ماندن از تعقیب کیفری، شهادت نادرست و شهادت دروغ شود.

## گونه‌ها
تمایز بین عذر فنی و شخصی وجود دارد. مستغنی فنی در نظر می‌گیرد که مظنون را می‌توان بر اساس مواردی مانند. ب- بلیط‌های ورودی، بلیط قطار، عکس‌ها یا فیلم‌های دارای تاریخ می‌تواند ثابت کند که او در زمان وقوع جرم در صحنه جرم نبوده‌است. استغنای شخصی مستلزم شاهدانی است که بتوانند تأیید کنند که مظنون در زمان ارتکاب جرم در مکان دیگری بوده‌است (شاهد علیبی). هر دو شاهد فنی و شخصی منوط به تأیید توسط سازمان‌های مجری قانون هستند. اگر مثلاً شاهدی با بلیت خود در اپرا توسط سایر تماشاگران دیده شده باشد.

## متفرقه
در عامیانه، alibi برای سایر شرایط غیرمکانی نیز به کار می‌رود که برای توجیه یا صلاحیت جنایات یا تخلفات اخلاقی مورد استفاده قرار می‌گیرد، اما در اینجا بیشتر به معنای تحقیرآمیز به عنوان یک ادعای حمایتی است.

## بین‌المللی
جرم‌شناسی از یافته‌های زیست‌شناسی، شیمی، منطق، فیزیک یا فناوری استفاده می‌کند، به‌طوری‌که همین شرایط در سطح بین‌المللی نیز در مورد حقایق اعمال می‌شود.